# Olga Scheinpflugová
Olga Scheinpflugová (Slaný, 3 dicembre 1902 – Praga, 13 aprile 1968) è stata un'attrice e scrittrice ceca.

## Biografia
Nata nella Boemia austro-ungarica, Olga Scheinpflugová si trasferì a Praga nel 1917 e tre anni dopo vi fece il suo debutto sulle scene. Dopo quasi un decennio di gavetta, nel 1929 fu scritturata dal Teatro Nazionale di Praga, dove recitò fino alla morte. Nel 1935 sposò Karel Čapek, rimanendo però vedova tre anni più tardi. In seguito all'occupazione tedesca della Cecoslovacchia, fu arrestata e interrogata dalla Gestapo per la vena antifascista dei suoi scritti.
Infatti, in aggiunta alla sua attività sulle scene, Scheinpflugová fu una scrittrice prolifica e autrice di sedici romanzi, dieci libri per bambini, sette sillogi e dieci opere teatrali. Tema centrale delle sue opere era la condizione femminile, ma in esse rievocò anche la figura del marito, specialmente in  Český román (1946) e nella sua autobiografia Byla jsem na světě, pubblicata postuma nel 1988 e poi integralmente nel 1994.
Per la sua attività teatrale e letteraria fu nominata Artista meritevole nel 1953 e Artista nazionale nel 1968. Morì nello stesso anno, stroncata da un infarto durante una rappresentazione della tragedia Matka, scritta dal marito.

## Filmografia parziale
- Il coraggio quotidiano (Kazdy den odvahu), regia di Evald Schorm (1964)